# کینی (مینه‌سوتا)
کینی، مینه‌سوتا (به انگلیسی: Kinney, Minnesota) یک شهر در ایالات متحده آمریکا است که در شهرستان سنت لوئیس واقع شده‌است.

## خصوصیات
کینی ۱۲٫۵۱ کیلومترمربع مساحت و ۱۶۹ نفر جمعیت دارد و ۴۷۰ متر بالاتر از سطح دریا واقع شده‌است.